# 1920年の宝塚歌劇公演一覧
本項目では、1920年の宝塚歌劇公演一覧（1920ねんのたからづかかげきこうえんいちらん）について示す。

## 一覧
（）内は、作者または演出者名。

### 宝塚公演

#### 正月公演
- 1月1日 - 1月20日　公会堂劇場
  - 『文福茶釜』（服部九蔵）　　
  - 『餘吾天人』（高安月郊）
  - 『魔法の種』（赤塚濱荻）
  - 『西遊記』（久松一聲）

#### 春季公演
- 3月20日 - 5月20日　公会堂劇場
  - 『罰』（坪内士行）
  - 『金平めがね』（久松一聲）
  - 『思ひ出』（堀正旗）
  - 『毒の花園』（岸田辰彌）
  - 『酒の行兼』（楳茂都陸平）

#### 夏季公演
- 7月20日 - 8月31日　公会堂劇場
  - 『亂菊艸子』（小野晴通）
  - 『コロンブスの遠征』（室町銀之助）
  - 『八犬傳』（赤とんぼ[1]）
  - 『夢若丸』（白蓮女史）
  - 『正直者』（岸田辰彌）

#### 秋季公演
- 10月20日 - 11月30日　公會堂劇場
  - 『灰酒』（藤本統鳳）
  - 『お夏笠物狂』（久松一聲）
  - 『五人娘』（坪内士行）
  - 『小野小町』（小野晴通）
  - 『月光曲』（岸田辰彌）

### 東京公演
- 6月26日 - 6月30日　帝国劇場
  - 『餘吾天人』（高安月郊）
  - 『金平めがね』（久松一聲）
  - 『毒の花園』（岸田辰彌）
  - 『西遊記』（久松一聲）
  - 『酒の行兼』（楳茂都陸平）

### 宝塚・東京以外の公演
- 2月6日　大阪・中央公会堂
  - 『文福茶釜』（服部九蔵）
  - 『餘吾天人』（高安月郊）
  - 『魔法の種』（赤塚濱荻）
  - 『西遊記』（久松一聲）

- 5月26日・27日　京都・岡崎公会堂
  - 『文福茶釜』
  - 『毒の花園』
  - 『金平めがね』
  - 『女医者』

- 7月4日　名古屋・御園座
  - 『余吾天人』
  - 『金平めがね』
  - 『毒の花園』
  - 『西遊記』

- 9月7日　大阪・中央公会堂

- 9月22日　神戸・聚楽館
  - 『金平めがね』
  - 『八犬伝』
  - 『毒の花園』
  - 『正直者』

- 9月28日・29日　京都・岡崎公会堂
  - 『亂菊草子』（小野晴通）
  - 『八犬傳』（赤とんぼ[1]）
  - 『夢若丸』（白蓮女史）
  - 『正直者』（岸田辰彌）

- 12月11日・12日　大阪・中央公会堂
  - 『金平めがね』（久松一聲）
  - 『雀のお宿』（楳茂都陸平）
  - 『五人娘』（坪内士行）
  - 『お夏笠物狂』（久松一聲）
  - 『月光曲』（岸田辰彌）

- 12月17日　神戸・聚楽館